# 西浜町 (大阪府)
西浜町（にしはまちょう）は、かつて大阪府西成郡に存在した町である。現在の大阪市浪速区の一部にあたる。

## 歴史
もとは渡辺津付近に居住していた住民たちが数度の移転を経て、1701年（元禄14年）から1706年（宝永3年）にかけて西成郡木津村の西部に移転し、西成郡渡辺村（わたなべむら）が成立した。
また、移転完了と同時に渡辺村の耕作地として、七瀬川右岸の月正島の南縁に西成郡七瀬新田（ななせしんでん。七瀬新地とも）も成立した。なお、渡辺村・七瀬新田が成立する直前には、河村瑞賢によって木津川の改修および十三間堀川の開削が行われている（十三間堀川の開削の費用は西成郡津守新田の地主が負担している）。
江戸時代を通じて渡辺村は大坂三郷天満組の付属地で、1724年（享保9年）の大火で消火活動の功績があったことから長らく消防役を担っていた。

### 沿革
- 1706年（宝永3年） 西成郡渡辺村・七瀬新田が成立。
- 1871年（明治4年） 大阪西大組（のち第3大区）に所属。
- 1872年（明治5年） 渡辺村が藻刈町・野上町・霧島町・菜摘町・千里町・入江町・穂波町・洲先町・栄町となる。
- 1873年（明治6年） 七瀬新田が七瀬町となる。
- 1879年（明治12年） 郡区町村編制法施行により、区部から分離されて西成郡に所属。
- 1887年（明治20年） 西成郡藻刈町・野上町・霧島町・菜摘町・千里町・入江町・穂波町・洲先町・栄町・七瀬町が合併して、西成郡西浜町となる。
- 1889年（明治22年）4月1日 西成郡西浜町単独で町村制施行。
- 1897年（明治30年）4月1日 大阪市第1次市域拡張により南区へ編入される。同日西浜町廃止。
- 1900年（明治33年） 南区西浜町を西浜北通1 - 4丁目、西浜中通1 - 3丁目、西浜南通1 - 3丁目に改編。
- 1925年（大正14年）4月1日 浪速区へ転属。
- 1962年（昭和37年） 西浜北通4丁目（もと七瀬新田→七瀬町）を除いて浪速町東1 - 3丁目、浪速町西1 - 4丁目のそれぞれ一部に改編。
- 1967年（昭和42年） 西浜北通4丁目を木津川元町に改称。
- 1980年（昭和55年） 現行行政地名の浪速東1 - 3丁目、浪速西1 - 4丁目、木津川2丁目のそれぞれ一部に改編。

## 人口
1927年出版の『一経済学徒の断草』によると、戸数1120、人口5205である。

## 町政

### 町長
- 西森源兵衛[3]

## 経済

### 産業
商工業
皮革産業が盛んで、和太鼓の製造が行われている。皮革商を営む人物は西浜南通の有本、岩田、清坂作之助、佐々木、篤田、西森、松田、西浜中通の合阪、小林などがいた。質商は岩本安兵衛がいた。
日本大学教授・井上貞蔵は『一経済学徒の断草』の中で、西浜町は部落であることを指摘している。井上貞蔵によると「北島町と西浜町は日本屈指の大部落に違いない。概して北島には貧民が多く、西浜には金持ちが多い。西浜は問屋格のものが軒をならべ、革成金と称せらるる部類の人がかなりある。」という。
店舗・企業
- 岩田又兵衛 太鼓又商店（太鼓製造）[5]
- 有本楠太郎 有本商店（皮革貿易商）[5]
- 篤田治良兵衛 篤田商店（皮革洋靴製造業）[5]
- 橋本兼治郎 橋本商店（皮革牛蝋製造業）[5]

### 地主・家主
西浜南通の家主は岩田又兵衛、岩田光之祐、地家主は岩田庄一郎などがいた。

## 地域

### 施設
- 皮革商同業組合（西浜南通3丁目）[10]

## 出身・ゆかりのある人物
- 西森源兵衛（皮革商、原皮移入取締役[11]） - 住所は大阪市浪速区西浜南通二丁目[11]。
- 沼田嘉一郎（皮革商、衆議院議員、大阪市会議員[12]） - 住所は大阪市浪速区西浜南通三丁目[12]。